# Ginni Thomas
Virginia "Ginni" Thomas, nata Lamp (Omaha, 23 febbraio 1957), è un avvocato e attivista conservatrice statunitense.
È sposata con Clarence Thomas, diventato nel 1991 giudice associato della Corte Suprema degli Stati Uniti. I suoi commenti conservatori e l'attivismo l'hanno resa una figura controversa, soprattutto perché i coniugi dei giudici della Corte Suprema in genere evitano di intervenire in politica
}}
Thomas ha sostenuto Donald Trump durante la sua presidenza, offrendo all'amministrazione raccomandazioni sulle persone da assumere, attraverso il suo impegno con il gruppo conservatore Groundswell. Dopo la vittoria di Joe Biden alle elezioni presidenziali del 2020, ha ripetutamente esortato il capo dello staff di Trump, Mark Meadows, ad adottare misure per ribaltare il risultato. Thomas ha anche inviato una e-mail ai parlamentari statali dell'Arizona e del Wisconsin, esortandoli a ignorare i risultati delle elezioni presidenziali del 2020 e a votare invece per una lista alternativa di Grandi elettori. Ha dato un primo sostegno sui social media alla manifestazione di Trump che ha preceduto l'assalto del 6 gennaio al Campidoglio prima che avvenissero le violenze, e in seguito si è scusata per aver contribuito a una spaccatura tra gli ex impiegati della Corte Suprema riguardo a quella rivolta.

## Biografia
Thomas è cresciuta a Omaha, nel Nebraska, la più giovane di quattro figli nati da Donald Lamp, ingegnere e titolare di un'azienda, e Marjorie Lamp, casalinga e attivista conservatrice. I suoi genitori erano repubblicani e membri della John Birch Society, un gruppo conservatore di difesa politica anticomunista.
Ha frequentato la Westside High School di Omaha, dove è stata membro del governo studentesco, del club di dibattito e del club repubblicano. Mentre era al liceo, la sua ambizione era quella di essere eletta al Congresso. Si iscrisse al Mount Vernon College for Women di Washington proprio per la sua vicinanza al Campidoglio; una delle sue compagne di classe era Susan Ford, figlia dell'allora presidente Gerald Ford. Da studentessa, fece uno stage presso l'ufficio del deputato del Nebraska John Y. McCollister. Durante l'estate dopo il suo primo anno, Thomas lavorò presso la sede nazionale della campagna presidenziale di Ronald Reagan del 1976.
Quell'autunno, si trasferì all'Università del Nebraska (e in seguito alla Creighton University) per stare più vicina a un fidanzato. Ha conseguito una laurea in scienze politiche e comunicazione aziendale presso Creighton (1979) e un dottorato in giurisprudenza presso la Creighton University School of Law (1983), dopo un periodo di pausa in cui ha lavorato come assistente legislativo per il deputato Hal Daub.

## Carriera

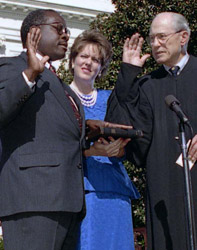
Ginni Thomas nel 1991 durante il giuramento di suo marito come giudice della Corte Suprema degli Stati Uniti

### 1981-1991
Quando Daub entrò in carica nel 1981, Thomas si trasferì a Washington, DC, e lavorò nel suo ufficio per 18 mesi. Dopo aver completato gli studi di giurisprudenza nel 1983, ha svolto uno stage presso il National Labor Relations Board e ha lavorato un altro anno per Daub a Washington come suo direttore legislativo. Dal 1985 al 1989, ha lavorato come avvocato e specialista in rapporti di lavoro presso la Camera di commercio degli Stati Uniti, partecipando a udienze congressuali in cui rappresentava gli interessi della comunità imprenditoriale. La sua difesa includeva anche la discussione contro l'approvazione del Family and Medical Leave Act del 1993. Nel 1989 diventa responsabile dei rapporti con il personale della Camera di Commercio.

### 1991-2009
Nel 1991, Thomas ritornò al servizio governativo presso l'Ufficio per gli affari legislativi del Dipartimento del lavoro degli Stati Uniti, dove si oppose a una legislazione che avrebbe imposto la parità di retribuzione per donne e uomini in lavori considerati comparabili.
Quell'anno, suo marito (che aveva sposato nel 1987), Clarence Thomas, fu nominato dal presidente George H.W. Bush all'incarico vacante di giudice nella Corte Suprema degli Stati Uniti lasciato dal pensionamento del giudice Thurgood Marshall. Ha partecipato alle controverse udienze di conferma del Senato degli Stati Uniti e ha sostenuto suo marito poiché era accusato di molestie sessuali.
Durante le udienze di conferma, diversi senatori democratici si sono chiesti se il suo lavoro presso il Dipartimento del Lavoro potesse creare un conflitto di interessi per suo marito alla Corte Suprema. Dopo che Clarence Thomas è stato confermato con un voto di 52 contro 48, ha descritto il controllo televisivo e il processo di conferma come una "prova del fuoco".
Il suo lavoro successivo fu quello di analista politico per il deputato Dick Armey, che era il presidente della Conferenza repubblicana della Camera.
Nel 2000 lavorava per la Heritage Foundation, dove raccoglieva curriculum per potenziali nomine presidenziali nell'amministrazione George W. Bush quando la Corte Suprema stava decidendo sulla vertenza Bush contro Gore. Ha continuato a lavorare presso la Heritage Foundation durante l'amministrazione di George W. Bush, nel ruolo di collegamento della Casa Bianca con il think tank.

## In difesa di Trump

### Comitato ristretto per indagare sull'attacco del 6 gennaio
Nel marzo 2022, i testi tra Thomas e il capo dello staff della Casa Bianca Mark Meadows del 2020 sono stati consegnati al comitato ristretto sull'attacco del 6 gennaio. I testi mostrano che lei ha ripetutamente esortato Meadows a ribaltare i risultati delle elezioni presidenziali del 2020, che ha definito "il più grande colpo della nostra storia", e ha ripetuto teorie cospirative sulla frode elettorale. Ha esortato a mantenere l'avvocato teorico della cospirazione Sidney Powell negli sforzi della campagna di Trump per ribaltare le elezioni del 2020. Nei testi citati, Thomas ha descritto un numero imprecisato di cittadini americani che sperava "vivessero su chiatte al largo di GITMO" (Guantanamo Bay detention camp) in accordo con la teoria del complotto affiliata a QAnon secondo cui il presidente Biden, la sua famiglia e migliaia di funzionari, amministratori e volontari elettorali statali e di contea hanno orchestrato e messo in atto con successo una vasta cospirazione per manipolare le elezioni del 2020 in migliaia di distretti o circoscrizioni amministrative. La percezione pubblica della probabilità che tali teorie cospirative in stile QAnon influenzassero un giudice della Corte Suprema degli Stati Uniti era abbastanza diffusa tanto che al presidente Biden fu chiesto cosa pensasse sull’eventualità che Clarence Thomas dovesse astenersi da qualsiasi caso relativo al 6 gennaio. Biden ha affermato che la risposta spetta ad altri, citando la commissione investigativa del Congresso e il Dipartimento di Giustizia. Secondo la legge statunitense, ogni giudice della Corte è la principale e forse unica persona che ha potere sulla propria ricusazione.
La CNN ha riferito nel giugno 2022 che il comitato ristretto possedeva corrispondenza e-mail tra Thomas e John Eastman. Le e-mail facevano parte della corrispondenza di Eastman relativa agli sforzi per ribaltare le elezioni presidenziali del 2020. Sulla scia delle rivelazioni riguardanti la sua corrispondenza con Eastman, a Thomas fu chiesto di testimoniare davanti al comitato. In un'intervista con il Daily Caller, Thomas ha dichiarato che "non vede l'ora di chiarire le idee sbagliate. Non vedo l'ora di parlare con loro". Thomas aveva precedentemente firmato una lettera al leader della minoranza della Camera, Kevin McCarthy, chiedendo la rimozione del deputato Liz Cheney e del deputato Adam Kinzinger dalla conferenza repubblicana per la loro partecipazione al comitato ristretto e descrivendo le indagini del 6 gennaio come "mancando di rispetto allo stato di diritto del nostro Paese". Mark Paoletta, l'avvocato di Thomas, scrisse al comitato giorni dopo che lei non avrebbe accettato di essere intervistata a meno che non fossero emerse ulteriori informazioni che potessero giustificare una testimonianza; successivamente uno dei suoi avvocati annunciò invece che avrebbe parlato volontariamente con il comitato. La commissione l'ha intervistata il 29 settembre.
Alcuni giorni dopo che si venne a sapere che Eastman e Thomas avevano comunicato via e-mail, Eastman pubblicò sul suo nuovo blog Substack un'e-mail con la didascalia: "OMG, la signora Thomas mi ha chiesto di fornire un aggiornamento sul contenzioso elettorale al suo gruppo. Fermate la stampa!". Nell'e-mail del 4 dicembre 2020, Thomas ha invitato Eastman a parlare quattro giorni dopo a un raduno di "Frontliners", che ha descritto come un gruppo di "leader statali di base". Un gruppo Facebook privato denominato "FrontLiners for Liberty", che comprendeva oltre 50 persone ed è stato creato nell'agosto 2020, mostrava Thomas come amministratore. La prima pagina del gruppo portava uno striscione che diceva: "Il nemico dell'America... è la sinistra radicale fascista". Dopo che la CNBC ha chiesto a Thomas informazioni sul gruppo, le sue pagine pubbliche sono state rese private o cancellate. La CNBC ha anche contattato Stephanie Coleman, anch'essa elencata come amministratore del gruppo. È la vedova dell'ex procuratore generale del Texas Greg Coleman, che aveva lavorato per Clarence Thomas. Numerose foto di lei e Thomas sono sulla sua pagina Facebook personale, inclusa una di entrambi con l'ex capo stratega di Trump Steve Bannon nel dicembre 2016. L'e-mail di Thomas era tra quelle che il giudice federale David Carter ha ordinato a Eastman di rilasciare al "comitato del 6 gennaio" nel giugno 2022, quando Eastman cercava di trattenerli. Carter ha trovato dieci documenti che aveva ordinato fossero rilasciati al comitato relativi a tre riunioni del dicembre 2020 da parte di un gruppo segreto che stava studiando una strategia su come ribaltare le elezioni, che includevano anche chi ha definito un leader "di alto profilo". Carter ha notato un'e-mail in particolare tra quelle che ha ordinato di rilasciare che conteneva ciò che ha scoperto essere probabilmente la prova di un crimine. Thomas ha partecipato a una riunione di FrontLiners for Liberty il 6 marzo 2021, durante la quale un oratore ha dichiarato che Trump era ancora il "presidente legittimo", tra applausi entusiastici.

Secondo le trascrizioni delle sue interviste con il comitato ristretto sull'attacco del 6 gennaio, Thomas ha notato di aver comunicato con Mark Meadows per sostenere il sostegno di Trump a Sidney Powell, che stava spingendo false accuse sulle macchine per il voto hackerate. Ha inoltre affermato di non aver comunicato le sue attività legate alle elezioni a suo marito, Clarence. Tuttavia, Thomas ha anche notato di aver fatto riferimento al suo "migliore amico" (cioè suo marito) nei suoi messaggi a Meadows quando discuteva del sostegno che suo marito le aveva fornito quando era arrabbiata per la sconfitta elettorale di Trump. Nelle sue interviste, Thomas ha anche ammesso di aver inviato e-mail ai legislatori negli stati chiave e di ritenere ancora che i risultati delle elezioni del 2020 fossero influenzati da frodi, nonostante non fosse in grado di fornire alcuna prova. Thomas notò anche che per quanto riguarda i suoi messaggi a Meadows, lei "li riprenderebbe tutti se potessi oggi"; ha attribuito le sue comunicazioni con Meadows come il risultato del suo essere "emotivo" dopo la sconfitta elettorale di Trump.

## Vita privata
Virginia e Clarence Thomas si sono sposati nel 1987. La coppia vive in Virginia. In un'intervista, lo zio di Ginni ha detto della coppia: "Posso garantirvi che sono rimasto sorpreso quando ho scoperto che usciva con un uomo di colore"; la zia ha aggiunto: "Ma era così gentile, ci siamo dimenticati che era nero e la trattava così bene che tutte le altre sue qualità compensavano il suo essere nero".
Thomas si è convertita dal protestantesimo alla fede cattolica di suo marito nel 2002. Lei attribuisce al giudice Antonin Scalia e a sua moglie Maureen il merito di aver aiutato suo marito a rientrare nella Chiesa.
Il 9 ottobre 2010, Thomas ha lasciato un messaggio vocale ad Anita Hill, le cui accuse di molestie sessuali contro il marito avevano complicato le sue udienze per la nomina alla Corte Suprema 19 anni prima. Nel messaggio vocale, Thomas ha detto che Hill dovrebbe scusarsi con suo marito. Hill ha risposto che non c'era nulla di cui scusarsi e ha affermato che la sua testimonianza del 1991 sulle sue interazioni con Clarence Thomas era veritiera.